# John Harbaugh
John Harbaugh (Toledo, 23 settembre 1962) è un ex giocatore di football americano e allenatore di football americano statunitense che allena i Baltimore Ravens della NFL. È il fratello maggiore del capo allenatore dei Los Angeles Chargers Jim Harbaugh e zio del coordinatore degli special team dei Seattle Seahawks Jay Harbaugh.

## Carriera universitaria
Giocò con i Miami RedHawks nella Mid-American Conference della NCAA.

## Carriera professionistica come allenatore
Nel 1998 iniziò la sua carriera NFL con i Philadelphia Eagles nel ruolo di allenatore dei defensive back e come coordinatore dello Special Team fino al 2007.
Nel 2008 divenne il capo-allenatore dei Baltimore Ravens. Concluse la stagione regolare con il record di 11 vittorie e 5 sconfitte, ai playoffs uscì all'AFC Championship Game contro i Pittsburgh Steelers. L'anno successivo chiuse la stagione con il record di 9 vittorie e 7 perse, terminò la corsa al Divisional Game contro gli Indianapolis Colts. Nel 2010 con 12 vittorie e 4 sconfitte ottenne per il suo terzo anno consecutivo la qualificazione ai playoff, venne eliminato al Divisional Game contro gli Steelers. Nel 2011 vinse per la sua prima volta la Division North della AFC con il record di 12 vittorie e 4 sconfitte, venne eliminato all'AFC Championship Game dai New England Patriots. Nel 2012 terminò con 10 vittorie e 6 sconfitte e il primo posto nella Division North. Vinse la finale del Super Bowl contro i San Francisco 49ers allenati da suo fratello Jim.

## Record come capo-allenatore
| Squadra | Anno   | Stagione regolare | Stagione regolare | Stagione regolare | Stagione regolare | Stagione regolare | Playoff | Playoff | Playoff                                                        |
| Squadra | Anno   | Vinte             | Perse             | Pari              | %                 | Posizione         | Vinte   | Perse   | Risultato                                                      |
| ------- | ------ | ----------------- | ----------------- | ----------------- | ----------------- | ----------------- | ------- | ------- | -------------------------------------------------------------- |
| BAL     | 2008   | 11                | 5                 | 0                 | .688              | 2° AFC North      | 2       | 1       | Uscito all'AFC Championship Game contro i Pittsburgh Steelers  |
| BAL     | 2009   | 9                 | 7                 | 0                 | .563              | 2° AFC North      | 1       | 1       | Uscito all'AFC Divisional Game contro gli Indianapolis Colts   |
| BAL     | 2010   | 12                | 4                 | 0                 | .750              | 2° AFC North      | 1       | 1       | Uscito all'AFC Divisional Game contro i Pittsburgh Steelers    |
| BAL     | 2011   | 12                | 4                 | 0                 | .750              | 1° AFC North      | 1       | 1       | Uscito all'AFC Championship Game contro i New England Patriots |
| BAL     | 2012   | 10                | 6                 | 0                 | .625              | 1° AFC North      | 4       | 0       | Vinse il Super Bowl contro i San Francisco 49ers               |
| BAL     | 2013   | 8                 | 8                 | 0                 | .500              | 3° AFC North      | -       | -       | -                                                              |
| BAL     | 2014   | 10                | 6                 | 0                 | .625              | 3° AFC North      | 1       | 1       | Uscito all'AFC Divisional Game contro i New England Patriots   |
| BAL     | 2015   | 5                 | 11                | 0                 | .313              | 3° AFC North      | -       | -       | -                                                              |
| BAL     | 2016   | 8                 | 8                 | 0                 | .500              | 2° AFC North      | -       | -       | -                                                              |
| BAL     | 2017   | 9                 | 7                 | 0                 | .563              | 2° AFC North      | -       | -       | -                                                              |
| BAL     | 2018   | 10                | 6                 | 0                 | .625              | 1° AFC North      | 0       | 1       | Uscito all'AFC Wild Card Game contro i Los Angeles Chargers    |
| BAL     | 2019   | 14                | 2                 | 0                 | .875              | 1° AFC North      | 0       | 1       | Uscito all'AFC Wild Card Game contro i Tennessee Titans        |
| BAL     | 2020   | 11                | 5                 | 0                 | .688              | 2° AFC North      | 1       | 1       | Uscito all'AFC Divisional Game contro i Buffalo Bills          |
| BAL     | 2021   | 8                 | 9                 | 0                 | .471              | 4° AFC North      | -       | -       | -                                                              |
| BAL     | 2022   | 10                | 7                 | 0                 | .588              | 2° AFC North      | 0       | 1       | Uscito all'AFC Wild Card Game contro i Cincinnati Bengals      |
| BAL     | 2023   | 13                | 4                 | 0                 | .765              | 1° AFC North      | 1       | 1       | Uscito all'AFC Championship Game contro i Kansas City Chiefs   |
| BAL     | 2024   | 12                | 5                 | 0                 | .706              | 1° AFC North      | 1       | 1       | Uscito all'AFC Divisional Game contro i Buffalo Bills          |
| Totale  | Totale | 172               | 104               | 0                 | .623              |                   | 13      | 11      |                                                                |

## Palmarès
- Super Bowl : 1

Baltimore Ravens: Super Bowl XLVII
- American Football Conference Championship: 1

Baltimore Ravens: 2012
- AFC North division: 5

2011, 2012, 2018, 2019, 2023
- Allenatore dell'anno: 1

2019